# Buffalo Bills

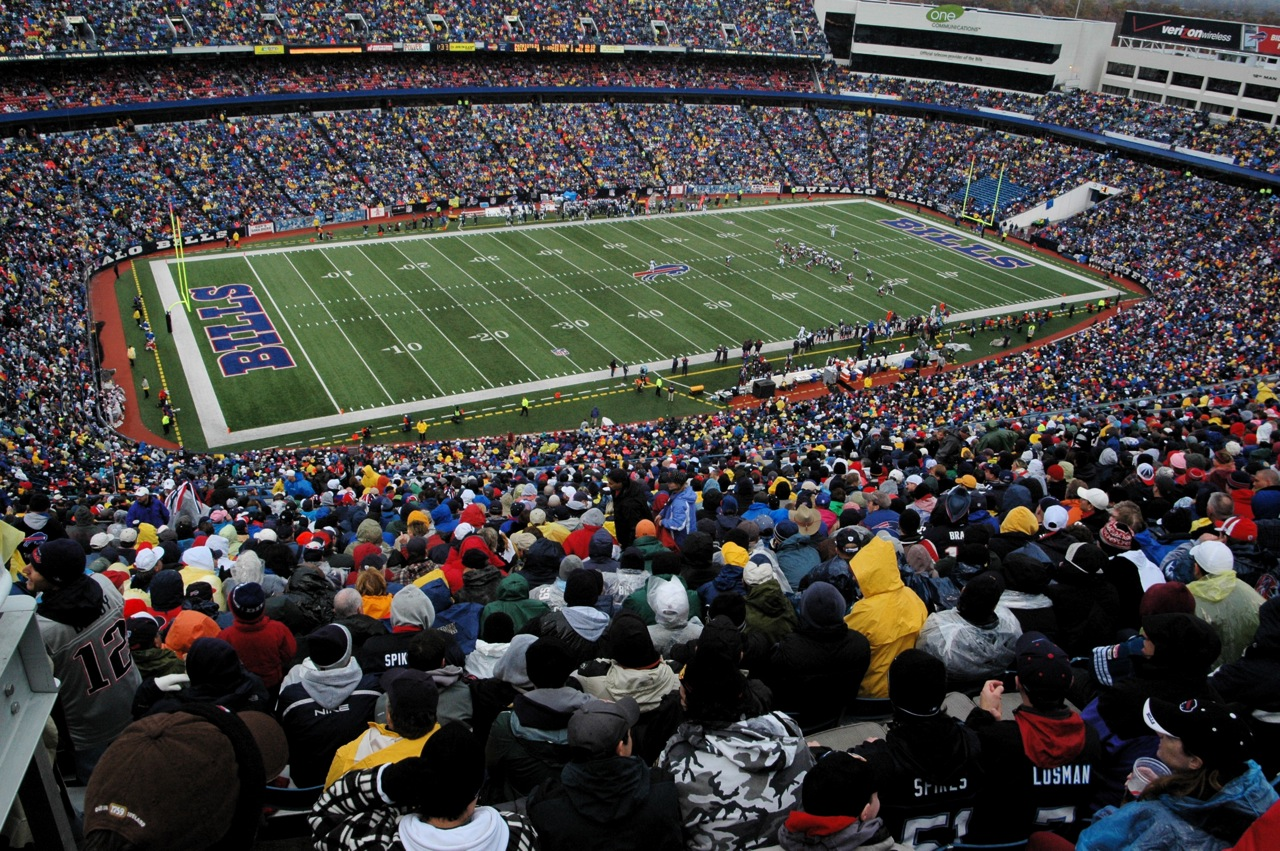
Stadion drużyny w Orchard Park

Buffalo Bills – zawodowy zespół futbolu amerykańskiego z siedzibą w zespole miejskim Buffalo, w stanie Nowy Jork, rozgrywający swoje mecze w Orchard Park. Drużyna jest członkiem Dywizji Wschodniej konferencji AFC ligi NFL. Nazwa drużyny pochodzi od legendarnego myśliwego i showmana Buffalo Billa.

## Historia
Bills w roku 1960 jako drużyna założycielska przystąpili do ligi AFL. W roku 1970, w ramach połączenia lig, zespół stał się członkiem NFL.
W latach 1964–1965 zespół dwa razy z rzędu zdobywał mistrzostwo AFL, ale od połączenia lig nie zdobył już ligowego tytułu mistrzowskiego. Bills są także jedyną drużyną, która zdobyła 4 tytuły mistrzowskie konferencji AFC rok po roku. Nigdy jednak nie wygrała żadnego Super Bowl.
W okresie letnim zespół trenuje na terenie Saint John Fisher College w Pittsford, w stanie Nowy Jork.
Bills są obecnie jedynym zespołem grającym mecze "domowe" w stanie Nowy Jork. Zarówno New York Jets jak i New York Giants prowadzą rozgrywki nie-wyjazdowe w East Rutherford, w stanie New Jersey.